# Santa Maria di Bellavista (Nápoly)
A Santa Maria di Bellavista (Via Posillipo 2.) egy kis nápolyi templom a Posillipo-dombon. Rokokó stílusban épült a Cepece Minutolo nemesi család adományaiból.

## További információ
- A Wikimédia Commons tartalmaz Santa Maria di Bellavista témájú kategóriát.